# Piper Alpha
La Piper Alpha è stata una piattaforma petrolifera che operava nel Mare del Nord, installata a circa 200 chilometri dalla cittadina scozzese di Aberdeen, di proprietà della compagnia petrolifera americana Occidental Petroleum (caledonia) ltd.
Il 6 luglio del 1988 la piattaforma prese fuoco in seguito alla fuga di una notevole quantità di gas, che innescò innumerevoli esplosioni.
Le fiamme avvolsero l'impianto per ore, generando temperature tali da rendere impossibile l'avvicinamento dei mezzi di soccorso.
Delle 226 persone che erano a bordo della Piper Alpha, 165 morirono. Anche una delle navi di salvataggio si incendiò, causando la morte di altre due persone e portando il bilancio a 167 vittime.
 Tra le cause dei decessi, oltre al calore e alle esalazioni, anche il tentativo di cercare la salvezza gettandosi in mare, da un'altezza di circa 30 metri e con l'acqua ghiacciata.
Questo disastro è tra i peggiori che si siano mai verificati nel campo petrolifero marino.
In seguito all'incidente della Piper Alpha, le compagnie petrolifere decisero di modificare gli standard di sicurezza delle piattaforme petrolifere.

## Costruzione
La piattaforma, di tipo fisso, si trovava sul campo petrolifero Piper, a poco meno di 200 km nord-est di Aberdeen. Era stata costruita per l'estrazione di greggio; comprendeva quattro moduli separati da paratie tagliafuoco. Ai fini della sicurezza, i sistemi di controllo erano stati posti a distanza dalle operazioni più pericolose. Ventiquattro pozzi sotto la Piper riversavano greggio in tre oleodotti fino al Terminal Flotta, a Orkney.
Dopo qualche anno la piattaforma fu convertita per estrarre anche il gas naturale; la carenza di spazio provocò un affastellamento degli impianti in totale inosservanza della sicurezza. Accanto alla sala di controllo principale fu posta l'area di compressione del gas.
Si dice che all'epoca la Piper Alpha fosse la piattaforma più pesante in servizio nel Mare del Nord. Il giorno del disastro ospitava 226 persone; solo 61 ne uscirono vive.

## L'incidente

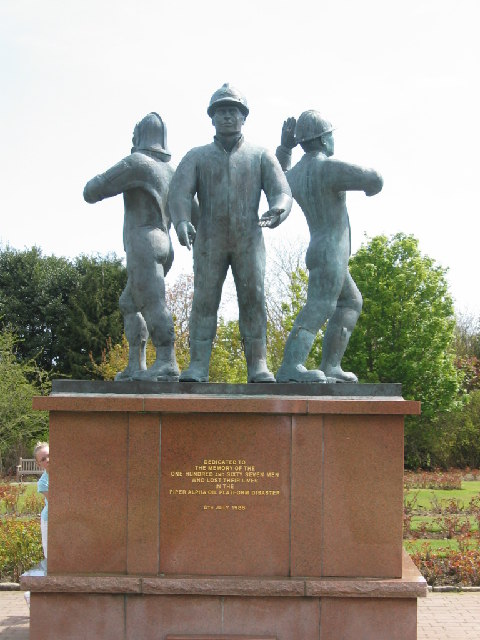
Memoriale del disastro a Aberdeen

Nelle settimane precedenti all'esplosione, era in pieno svolgimento la costruzione di un nuovo gasdotto; nonostante questo, la piattaforma operava ai regimi consueti. L'eventuale scoperta di piccole perdite di gas era un avvenimento comune, che ormai non destava più alcuna preoccupazione. Poiché la piattaforma è andata completamente distrutta, con la morte di quasi tutti gli uomini coinvolti, la sequenza di eventi successiva è solo un'ipotesi basata sull'evidenza fattuale. Come tale, viene contestata da alcuni testimoni.

### 6 luglio
00:00
Il gas veniva compresso e inviato al terminal sulla costa tramite due pompe del condensato (indicate con A e B). La mattina del 6 luglio, la valvola di sicurezza della Pompa A (PSV #504) venne rimossa per la manutenzione ordinaria. L'apertura nel tubo venne chiusa con una flangia cieca. I lavori si protrassero oltre le 18:00 e la flangia non venne sostituita. L'ingegnere di turno scrisse una nota in cui affermava che la Pompa A non era riparata e non doveva essere attivata per nessun motivo.
18:00
Cambio di turni. Sessantadue uomini si avvicendarono al controllo della piattaforma. L'ingegnere vide che il sorvegliante di turno era molto occupato; anziché informarlo immediatamente delle condizioni della pompa, l'uomo lasciò la nota nel centro di controllo e staccò dal turno. Questa nota sparì e non venne più ritrovata; casualmente qui si trovava una seconda nota, che riguardava la manutenzione generale della Pompa A (programmata ogni quattordici giorni). Tale manutenzione non era ancora avvenuta.
19:00
Come ogni piattaforma petrolifera esistente, la Piper Alpha era dotata di un sistema antincendio automatico. Pompe elettriche, supportate in emergenza da pompe diesel, risucchiano grandi quantità d'acqua dal mare e la gettano sulle fiamme. Tuttavia, per evitare che i sommozzatori della piattaforma vengano risucchiati assieme all'acqua, i controlli automatici vengono disattivati con uomini in mare (cosa che in quel periodo si verificava per 12 ore al giorno). A differenza dello standard, che prevede lo spegnimento con sommozzatori vicino all'imbocco delle pompe, il regolamento della Piper Alpha prevedeva il controllo manuale in ogni situazione con uomini in mare.
21:45
La Pompa del condensato B si fermò all'improvviso. Fallirono tutti i tentativi di farla ripartire.
L'energia della piattaforma venne interamente ricavata dalle due pompe del condensato; l'ingegnere di bordo aveva pochi minuti per farle funzionare di nuovo. Inizia una ricerca dei permessi per accendere la Pompa A.
21:52
Viene trovata la nota della revisione, ma non quella relativa alla rimozione della valvola. Essendo la valvola in un posto diverso rispetto alla pompa, la nota si trovava con ogni probabilità in un diverso classificatore (le note erano divise per luogo). La flangia oltretutto si trovava a molti metri d'altezza ed è parzialmente oscurata da altri macchinari.
Il manager ordina l'accensione.
21:55
La Pompa A viene attivata. La pressione del gas fece saltare la flangia.
Gli uomini sentirono distintamente il fischio del gas pressurizzato che usciva dal foro, seguito da sei allarmi di perdita e da una tremenda esplosione.
Le paratie tagliafuoco, non progettate per un simile evento, vennero spazzate via. Un pannello volante aprì una falla in un secondo tubo del condensato, creando un secondo incendio. Il custode riuscì però a premere il pulsante di blocco d'emergenza, chiudendo tutte le valvole della piattaforma e cessando la produzione di greggio e gas.
22:04
La sala di controllo viene abbandonata. La piattaforma non era progettata per un evento simile: ogni catena organizzativa e di comando si disintegrò.
Gli uomini cercarono di raggiungere le scialuppe, ma il fuoco glielo impedì. Decisero cosi di rifugiarsi nel centro accoglienza sotto l'eliporto, costruito a prova di fuoco, e di attendere altre istruzioni. Il fumo, il vento e il calore impedirono però a ogni elicottero di avvicinarsi.
Due coraggiosi, indossando abiti protettivi, tentarono di raggiungere le pompe diesel sotto la struttura e di accendere gli impianti antincendio. Non furono più rivisti.
Teoricamente il fuoco avrebbe dovuto estinguersi da solo, per mancanza di combustibile. Ma la Piper era collegata ad altre due piattaforme gemelle (Claymore e Tartan), con tubazioni del greggio e gasdotti larghi quasi un metro e mezzo. I manager delle due gemelle non avevano l'autorità per ordinare la sospensione del pompaggio. La distruzione dei tubi sulla Piper creò un gradiente di pressione che risucchiò il greggio dalle condotte e continuò ad alimentare l'incendio.
22:20
Il gasdotto della Tartan (pressurizzato a 120 atmosfere), rammollito dal calore, si distrusse. Trenta tonnellate di gas al secondo raggiunsero l'incendio, scagliando sulla piattaforma una palla di fuoco di 150 metri di diametro. Due soccorritori lanciati dalla nave appoggio Sandhaven e sei sopravvissuti caduti in mare morirono all'istante. Da questo momento, nulla può salvare la piattaforma.
22:30
La Tharos, una grossa nave da soccorso dotata di impianti antincendio, si accosta alla Piper Alpha. I suoi marinai devono fare attenzione: il getto del loro cannone ad acqua è così potente da ferire gravemente chiunque venga accidentalmente colpito.
22:50
Il secondo gasdotto si rompe, aggiungendo milioni di litri di gas nell'inferno. Fiamme alte più di cento metri si levano verso il cielo. Il caldo inizia a fondere l'acciaio della piattaforma; la Tharos fu costretta a staccarsi in tutta fretta. Il manager della Claymore, vista la situazione, scavalca la catena di comando e disattiva la sua piattaforma.
Tutti gli uomini ancora vivi sono intrappolati nel centro accoglienza, ormai rovente e invaso dal fumo, o sono saltati giù nel mare gelato.
23:20
L'oleodotto che viene dalla Claymore cede.
23:50
Il Modulo D, che comprende il centro accoglienza, si stacca dalla piattaforma e crolla in mare. Il resto della struttura lo segue.

### 7 luglio
00:45'
Della Piper Alpha rimangono solo i resti del Modulo A. L'incendio non accenna a fermarsi.

### 28 luglio
La squadra specialistica di Red Adair riesce a spegnere l'incendio; per farlo sono costretti a intasare il pozzo di cemento.